# Gisela Voß
Gisela Voß, po mężu Jahn (ur. 23 lipca 1917 w Vehlow, zm. 30 października 2005 w Langen) – niemiecka lekkoatletka, specjalistka skoku w dal, medalistka mistrzostw Europy z 1938.
Zdobyła brązowy medal w skoku w dal na mistrzostwach Europy w 1938 w Wiedniu, przegrywając jedynie ze swoją rodaczką Irmgard Praetz i ze Stanisławą Walasiewicz.
Była mistrzynią Niemiec w skoku w dal w 1948 i wicemistrzynią w tej konkurencji w 1939.
Rekord życiowy Voß w biegu na 100 metrów wynosił 12,4 s, ustanowiony 17 lipca 1938 w Berlinie, a w skoku w dal 5,88 m, ustanowiony 11 czerwca 1939 w Berlinie.